# Canephora (psiquídeos)
Canephora (Acrolophidae) é um gênero de mariposa pertencente à família Acrolophidae.